# Francia en la Copa Mundial de Fútbol de 1982
Francia es una de las 24 selecciones participantes en la Copa Mundial de Fútbol de España 1982, la que es su octava participación en un mundial y la segunda de manera consecutiva.

## Clasificación

### Grupo 2
| Pos. | País         | Pts | J | G | E | P | GF | GC | GD  |
| ---- | ------------ | --- | - | - | - | - | -- | -- | --- |
| 1    | Bélgica      | 11  | 8 | 5 | 1 | 2 | 12 | 9  | +3  |
| 2    | Francia      | 10  | 8 | 5 | 0 | 3 | 20 | 8  | +12 |
| 3    | Irlanda      | 10  | 8 | 4 | 2 | 2 | 17 | 11 | +6  |
| 4    | Países Bajos | 9   | 8 | 4 | 1 | 3 | 11 | 7  | +4  |
| 5    | Chipre       | 0   | 8 | 0 | 0 | 8 | 4  | 29 | −25 |

| 11-10-1980 | Chipre | 0 – 7   | Francia                                                                            | Tsirion Stadium, Limassol                                |                                                          |
|            |        | Reporte | Lacombe 4' · Platini 14' 23' · Larios 40' (pen.) 76' (pen.) · Six 82' · Zimako 87' | Asistencia: 15,000 espectadores Árbitro(s): Bruno Galler | Asistencia: 15,000 espectadores Árbitro(s): Bruno Galler |

| 28-10-1980 | Francia                  | 2 – 0   | Irlanda | Parc des Princes, Paris                                           |                                                                   |
|            | Platini 11' · Zimako 77' | Reporte |         | Asistencia: 44,800 espectadores Árbitro(s): Augusto Lamo Castillo | Asistencia: 44,800 espectadores Árbitro(s): Augusto Lamo Castillo |

| 25-3-1981 | Países Bajos | 1 – 0   | Francia | Stadion Feijenoord, Rotterdam                             |                                                           |
|           | Mühren 47'   | Reporte |         | Asistencia: 58,000 espectadores Árbitro(s): Luigi Agnolin | Asistencia: 58,000 espectadores Árbitro(s): Luigi Agnolin |

| 29-4-1981 | Francia                 | 3 – 2   | Bélgica                        | Parc des Princes, Paris                                                |                                                                        |
|           | Soler 14' 31' · Six 26' | Reporte | Vandenbergh 5' · Ceulemans 52' | Asistencia: 44,954 espectadores Árbitro(s): Victoriano Sánchez Arminio | Asistencia: 44,954 espectadores Árbitro(s): Victoriano Sánchez Arminio |

| 9-9-1981 | Bélgica                             | 2 – 0   | Francia | Stade du Heysel, Brussels                                  |                                                            |
|          | Czerniatynski 24' · Vandenbergh 83' | Reporte |         | Asistencia: 52,525 espectadores Árbitro(s): Károly Palotai | Asistencia: 52,525 espectadores Árbitro(s): Károly Palotai |

| 14-10-1981 | Irlanda                                        | 3 – 2   | Francia                  | Lansdowne Road, Dublin                                   |                                                          |
|            | Mahut 5' (a.g.) · Stapleton 23' · Robinson 39' | Reporte | Bellone 9' · Platini 83' | Asistencia: 55,000 espectadores Árbitro(s): Ulf Eriksson | Asistencia: 55,000 espectadores Árbitro(s): Ulf Eriksson |

| 18-11-1981 | Francia               | 2 – 0   | Países Bajos | Parc des Princes, Paris                                     |                                                             |
|            | Platini 52' · Six 82' | Reporte |              | Asistencia: 44,884 espectadores Árbitro(s): António Garrido | Asistencia: 44,884 espectadores Árbitro(s): António Garrido |

| 5-12-1981 | Francia                                        | 4 – 0   | Chipre | Parc des Princes, Paris                                |                                                        |
|           | Rocheteau 25' · Lacombe 29' 82' · Genghini 86' | Reporte |        | Asistencia: 43,437 espectadores Árbitro(s): Edwin Borg | Asistencia: 43,437 espectadores Árbitro(s): Edwin Borg |

## Jugadores
Estos fueron los 22 jugadores convocados para el torneo:

## Resultados
Francia terminó en cuarto lugar del torneo.

### Grupo 4
| País           | J | G | E | P | GF | GC | GD | PTS |
| -------------- | - | - | - | - | -- | -- | -- | --- |
| Inglaterra     | 3 | 3 | 0 | 0 | 6  | 1  | +5 | 6   |
| Francia        | 3 | 1 | 1 | 1 | 6  | 5  | +1 | 3   |
| Checoslovaquia | 3 | 0 | 2 | 1 | 2  | 4  | −2 | 2   |
| Kuwait         | 3 | 0 | 1 | 2 | 2  | 6  | −4 | 1   |

| 16 de junio de 1982 | Inglaterra                  | 3–1     | Francia   | San Mamés Stadium, Bilbao                                   |                                                             |
|                     | Robson 1' 67' · Mariner 83' | Reporte | Soler 24' | Asistencia: 44,172 espectadores Árbitro(s): António Garrido | Asistencia: 44,172 espectadores Árbitro(s): António Garrido |

| 21 de junio de 1982 | Francia                                           | 4–1     | Kuwait          | Estadio José Zorrilla, Valladolid                           |                                                             |
|                     | Genghini 31' · Platini 43' · Six 48' · Bossis 89' | Reporte | Al-Buloushi 75' | Asistencia: 30,043 espectadores Árbitro(s): Myroslav Stupar | Asistencia: 30,043 espectadores Árbitro(s): Myroslav Stupar |

| 24 de junio de 1982 | Francia | 1–1     | Checoslovaquia     | Estadio José Zorrilla, Valladolid                         |                                                           |
|                     | Six 66' | Reporte | Panenka 84' (pen.) | Asistencia: 28,000 espectadores Árbitro(s): Paolo Casarin | Asistencia: 28,000 espectadores Árbitro(s): Paolo Casarin |

### Grupo D
| País              | J | G | E | P | GF | GC | GD | PTS |
| ----------------- | - | - | - | - | -- | -- | -- | --- |
| Francia           | 2 | 2 | 0 | 0 | 5  | 1  | +4 | 4   |
| Austria           | 2 | 0 | 1 | 1 | 2  | 3  | −1 | 1   |
| Irlanda del Norte | 2 | 0 | 1 | 1 | 3  | 6  | −3 | 1   |

| 28 de junio de 1982 | Austria | 0–1     | Francia      | Estadio Vicente Calderón, Madrid                           |                                                            |
|                     |         | Reporte | Genghini 39' | Asistencia: 37,000 espectadores Árbitro(s): Károly Palotai | Asistencia: 37,000 espectadores Árbitro(s): Károly Palotai |

| 4 de julio de 1982 | Francia                             | 4–1     | Irlanda del Norte | Estadio Vicente Calderón, Madrid                          |                                                           |
|                    | Giresse 33' 80' · Rocheteau 46' 68' | Reporte | Armstrong 75'     | Asistencia: 37,000 espectadores Árbitro(s): Alojzy Jarguz | Asistencia: 37,000 espectadores Árbitro(s): Alojzy Jarguz |

### Semifinales
| 8 de julio de 1982 | Alemania Federal                                                 | 3–3 (t. s.)(5–4 p.)        | Francia                                               | Estadio Ramón Sánchez Pizjuán, Sevilla                     |                                                            |
|                    | Littbarski 17' · Rummenigge 102' · Fischer 108'                  | Reporte                    | Platini 26' (pen.) · Trésor 92' · Giresse 98'         | Asistencia: 70,000 espectadores Árbitro(s): Charles Corver | Asistencia: 70,000 espectadores Árbitro(s): Charles Corver |
|                    |                                                                  | Tiros desde el punto penal |                                                       |                                                            |                                                            |
|                    | Kaltz · Breitner · Stielike · Littbarski · Rummenigge · Hrubesch |                            | Giresse · Amoros · Rocheteau · Six · Platini · Bossis |                                                            |                                                            |

### Tercer Lugar
| 10 de julio de 1982 | Polonia                                     | 3–2     | Francia                  | Estadio José Rico Pérez, Alicante                           |                                                             |
|                     | Szarmach 40' · Majewski 44' · Kupcewicz 46' | Reporte | Girard 13' · Couriol 72' | Asistencia: 28,000 espectadores Árbitro(s): António Garrido | Asistencia: 28,000 espectadores Árbitro(s): António Garrido |